# Medalla del rey Carlos II
La Medalla del rey Carlos II (en inglés King Charles II Medal) es una medalla de plata dorada que la Royal Society del Reino Unido establecida en 1997 y que se entrega sin periodicidad fija únicamente a los jefes de Estado o de gobierno no británicos que hayan hecho una contribución sobresaliente a la promoción de la investigación científica en su país. La medalla se otorga a discreción del consejo de la Royal Society sólo en circunstancias excepcionales y se presenta normalmente aprovechando la ocasión de una visita de Estado.
No se permiten candidaturas, pero cualquier miembro de la sociedad puede proponer al secretario los nombres de los posibles beneficiarios y una declaración de apoyo. El consejo decide por mayoría.
En la actualidad sólo tres personas han recibido la medalla, el emperador de Japón Akihito en 1998, Abdul Kalam, entonces presidente de la India, en 2007 y Angela Merkel, canciller alemana en 2010.